# Oubei (köpinghuvudort i Kina, Zhejiang Sheng, lat 28,05, long 120,65)
Oubei (kinesiska: Ch’ing-shui-fou, 瓯北, 瓯北镇, 清水埠) är en köpinghuvudort i Kina. Den ligger i provinsen Zhejiang, i den östra delen av landet, omkring 250 kilometer söder om provinshuvudstaden Hangzhou. Antalet invånare är 311 917. Befolkningen består av 141 998 kvinnor och 169 919 män. Barn under 15 år utgör 14,0 %, vuxna 15-64 år 81 %, och äldre över 65 år 3,0 %.
Runt Oubei är det mycket tätbefolkat, med 2 614 invånare per kvadratkilometer. Närmaste större samhälle är Wenzhou, 5,4 km söder om Oubei. Runt Oubei är det i huvudsak tätbebyggt.
Genomsnittlig årsnederbörd är 2 185 millimeter. Den regnigaste månaden är juni, med i genomsnitt 294 mm nederbörd, och den torraste är januari, med 75 mm nederbörd.